# Émile Lachapelle
Émile Henri Lachapelle (12. september 1905 - februar 1988) var en schweizisk roer, og dobbelt olympisk guldvinder.
Lachapelle vandt to guldmedaljer som styrmand ved OL 1924 i Paris. Han vandt guld i toer med styrmand sammen med Alfred Felber og Édouard Candeveau, og i firer med styrmand sammen med Émile Albrecht, Alfred Probst, Eugen Sigg og Hans Walter. Han deltog også ved OL 1948 i London, denne gang i sejlsport.
Lachapelle vandt desuden to EM-guldmedaljer i toer med styrmand.

## OL-medaljer
- 1924:  Guld i toer med styrmand
- 1924:  Guld i firer med styrmand